# Lenart Škof
Lenart Škof, slovenski filozof in religiolog, * 6. julij 1972, Ljubljana.
Lenart Škof se ukvarja s sodobno filozofijo in etiko, religiologijo in sodobno teologijo. Je strokovnjak za primerjalno in medkulturno filozofijo ter indijske filozofije in religije. Njegova doktorska disertacija je bila posvečena filozofiji in etiki sočutja Arthurja Schopenhauerja. Njegova glavna področja raziskovanja so bila filozofija ameriškega pragmatizma (Dewey in Mead) in neopragmatizma (Rorty in Unger) ter v zadnjem obdobju filozofija Luce Irigaray. Objavlja na področjih etike, filozofije spolne razlike, novega materializma ter nove kozmologije. Med njegovimi drugimi vplivi so Feuerbach, Schelling, Heidegger, Levinas in Ettinger.
Izobraževal se je na Filozofski fakulteti v Ljubljani, kjer je diplomiral, in na Teološki fakulteti Univerze v Ljubljani, kjer je magistriral in doktoriral. Kot štipendist KAAD se je izpopolnjeval na Univerzi v Tübingenu in na Univerzi v Zagrebu. Kot gostujoči rasikovalec je kot Fulbrightov štipendist deloval na Stanfordski univerzi (mentor prof. Richard Rorty) ter kot Humboldtov štipendist na Univerzi v Erfurtu (Nemčija), njegov gostitelj je bil Hans Joas.
Objavil je več znanstvenih monografij, med njimi sta najpomembnejši Antigonine sestre: o matrici ljubezni (Ljubljana: Slovenska matica, 2018) ter Etika diha in atmosfera politike (Ljubljana: Slovenska matica, 2012), ki sta izšli tudi v več prevodih. Je glavni sourednik revij Poligrafi ter Monitor ISH.
Škof spada med vodilne predstavnike nove respiratorne filozofije. Pri založbi Routledge je urednik knjižne zbirke Routledge Critical Perspectives on Breath and Breathing (z Magdaleno Górsko).
Škof je redni profesor filozofije in religiologije ter predstojnik Inštituta za filozofske in religijske študije pri Znanstveno razikovalnem središču Koper. Je tudi dekan Fakultete za humanistični študij – Institutum Studiorum Humanitatis pri Alma Mater Europaea. Gostoval in predaval je na številnih univerzah po svetu (Univerza na Islandiji, Ruska akademija znanosti, Univerza Jadavpur, Univerza Deakin, Nan Tien Institute, Avstralska katoliška univerza, Univerza v Delhiju, Univerza na Dunaju ter Univerza v Linköpingu).
Škof je predsednik Društva za primerjalno religiologijo. Je član Evropske akademije znanosti in umetnosti (EASA, Salzburg). Od leta 2016 je tudi član Etične komisije Onkološkega inštituta Ljubljana. Za svoje raziskovalno delo je leta 2005 prejel Svečano listino Univerze na Primorskem in leta 2013 nagrado Glasnik znanosti, ki jo podeljuje ZRS Koper. Leta 2019 je s strani ARRS prejel Nagrado za odličnost v znanosti na področju teologije. Leta 2022 je prejel Zoisovo priznanje za vrhunske znanstvene monografije na področju sodobne filozofije in etike.

## Izbrana bibliografija
- monografske publikacije
  - Bog v postkrščanstvu (Ljubljana: Slovenska matica, 2025).
  - Antigone’s Sisters: On the Matrix of Love (New York: SUNY Press, 2021).
  - Antigonine sestre: o matrici ljubezni (Ljubljana: Slovenska matica, 2018).
  - Ethik des Atems (Freiburg: Herder/ Karl Alber Verlag, 2017).
  - Breath of Proximity: Intersubjectivity, Ethics, and Peace (Dordrecht: Springer, 2015).
  - Pragmatist Variations on Ethical and Intercultural Life (Lanham: Lexington Books, 2012).
  - Etika diha in atmosfera politike (Ljubljana: Slovenska matica, 2012).
  - Razprave o pragmatizmu in medkulturni filozofiji (Koper: Annales, 2008).
  - Upanišade: besede vedske Indije (Ljubljana: Nova revija, 2005).
  - Sočutje med religijo in filozofijo: pot k Schopenhauerjevi etiki sočutja (Ljubljana: Družina, 2002).
- zborniki (izbor)
  - Eko, zeleno, modro in trajnostno v humanistiki, ur L. Škof in I. Navernik (Ljubljana: Založba ISH, 2022).
  - Shame, Gender Violence and Ethics: Terrors of Injustice, ur. L. Škof in S. Hawke (Lanham: Lexington Books, 2021).
  - Atmospheres of Breathing, ur. L. Škof in P. Berndtson (New York: SUNY Press, 2018).
  - Borders and Debordering: Topologies, Praxes, Hospitableness, ur. E. Mendieta, L. Škof in T. Grušovnik (Lanham: Lexington Books, 2018).
  - Ontologies of Asylum, ur. L. Škof in B. Gornik, Koper: Annales, 2018.
  - The Poesis of Peace: Narratives, Cultures and Philosophies, ur. K.-G. Giesen, C. Kersten in L. Škof (London in New York: Routledge, 2017).
  - Breathing with Luce Irigaray (Bloomsbury Studies in Continental Philosophy), ur. L. Škof in E. Holmes (London, New Delhi, New York, Sydney: Bloomsbury, 2013).
  - Iluzija ločenosti: ekološka etika medsebojne soodvisnosti, ur. N. Furlan Štante in L. Škof (Koper: Annales, 2012).
  - Bodily Proximity, ur. S. Hackenberg y Almansa in L. Škof (Ljubljana: Nova revija, 2012).
  - Ayurveda: A New Way for Healthy Life in Europe, ur.  S. Kreft in L. Škof (Koper: Annales, 2010).
  - Ameriška filozofija religije, ur. L. Škof (Ljubljana: Nova revija, 2005).
  - Richard Rorty: Izbrani spisi, ur. L. Škof (Ljubljana: LUD Literatura, 2002).